# Працездатність людини
Працезда́тність люди́ни — здатність до трудової діяльності, яка залежить від стану здоров'я людини.
У різних галузях існують наступні визначення цього поняття:
Працездатність — потенційна здатність людини протягом заданого часу та з певною ефективністю виконувати максимально можливий обсяг роботи.
Працездатність — здатність організму витримувати відповідне фізичне та нервово- психологічне навантаження та забезпечувати нормальний хід трудового процесу за визначений період часу.
Працездатність — здатність людини виконувати певну роботу, яка визначається рівнем її фізичних і психофізіологічних можливостей, а також станом здоров'я і професійною підготовленістю.
Залежно від характеру роботи, яку може виконувати людина, розрізняють
- загальну (тобто здатність до виконання роботи в звичайних умовах),
- професійну (здатність до виконання роботи певної професії),
- спеціальну (тобто здатність до виконання робіт у певних виробничих або кліматичних умовах — під землею, у тропіках тощо).